# Neu Mahlisch
Neu Mahlisch è una frazione del comune tedesco di Lindendorf, nel Land del Brandeburgo.

## Storia
Il 26 ottobre 2003 il comune di Neu Mahlisch venne soppresso e fuso con i comuni di Dolgelin, Libbenichen e Sachsendorf, formando il nuovo comune di Lindendorf.

### Esplicative
1. ↑  Letteralmente "Mahlisch nuova", in contrapposizione alla vicina Alt Mahlisch – "Mahlisch vecchia".

### Bibliografiche
1. ↑  (DE) Lindendorf, su amt-seelow-land.de.
2. ↑  (DE) Gebietsänderungen vom 01.01. bis 31.12.2003, su destatis.de.